# Abergavenny Castle
Abergavenny Castle är en medeltida borgruin i Wales. Den ligger i staden Abergavenny i Monmouthshire, 200 km väster om London. Den uppfördes omkring 1087 av den normandiska stormannen Hamelin de Ballon och blev en ruin i samband med engelska inbördeskriget i mitten av 1600-talet.